# Adult alternative rock
L'adult alternative rock, album alternative rock o adult album alternative è un sottogenere musicale dell'alternative rock, nato dopo l'esplosione del genere nel mainstream. Non mostra differenze spiccate con il rock alternativo, ma è un genere leggermente più melodico, leggero e radio-friendly. La coniazione del termine infatti deriva appunto dall'Album Oriented Rock (AOR), per le caratteristiche di base affini che presenta. Viene anche riconosciuto come un formato radiofonico.
Si può parlare di AAR riferendosi già ad artisti della scena jangle pop anni '80, come Gin Blossoms, Barenaked Ladies e Goo Goo Dolls, protagonisti di quella folk rock dall'attitudine cantautorale come Indigo Girls, Tori Amos, Jeff Buckley, Sarah McLachlan, Fiona Apple e Jewel, il movimento del rock tradizionale americano seguito da Sheryl Crow, Hootie & the Blowfish e Dave Matthews, o l'elettronica-trip hop della scuola di Bristol dei Portishead.
Come dice già il termine stesso, e come accadeva per l'AOR, l'AAR presenta le caratteristiche di un rock più "maturo", più "adulto" rispetto ad altri, non molto distante dal pop rock radiofonico, ma di gran lunga più lontano dagli stili originari come il grunge, il college rock e il post-punk.